# Rivière Coeroeni

Carte du fleuve Coeroeni au Suriname

Le fleuve Coeroeni est un fleuve situé en Amérique du Sud. 

## Géographie
Il prend sa source dans les Monts Tumuc-Humac qui forment la ligne de partage des eaux entre le Pará, le Brésil et le Suriname ; de là, il coule vers le nord. La rivière est alimentée par les fleuves Aramatau, Kutari et Sipaliwini. Le Coeroeni forme ensuite la frontière de la région disputée de Tigri par le Guyana et le Suriname. Il finit par se jeter dans le fleuve Corentyne, qui forme la frontière internationale entre le Guyana et le Suriname.
Selon le Guyana, il s'agit de la frontière des deux pays ; selon le Suriname, la frontière doit être tracée au niveau du fleuve New, qui forme la frontière ouest de la région de Tigri.